# الباشانت
الباشانت (بالفرنسية: La Bacchante)‏ هي لوحة لغوستاف كوربيه، رسمها بين عام 1844 و1847. يرتبط اسم اللوحة بصور الباشانت من الأساطير الرومانية-اليونانية وبلوحات ومنحوتات عصر النهضة التي كانت تدور حول هذا الموضوع.
وهي من أبكر أعمال كوربيه الباقية، والتي كانت حينها في رسمه للعاريات تحت تأثير الأساتذة الكبار من أمثال أنطونيو دا كوريدجو ولوحته فينوس، ساتير وكيوبيد. رسم كوربيه لوحة لامرأة عارية أخرى هي عارية نائمة بجوار الجدول (معهد ديترويت للفن).

## أصل اللوحة
عام 1914 بيعت اللوحة لمكتب السمسمرة الفنية فردريك مولر وتشي من أمستردام. حتى عام 1968 كانت ضمن مجموعة فان نيروب، قبل أن تذهب لمعرض لفيفر في لندن، ومن هناك استحوذ عليها الدكتور جوستاف رو لصالح المؤسسة التي أسسها في كولونيا. عام 2011 أقام متحف كوربيه معرضاً لعرض العلاقات بين النحات أوغست كليسنيه وكوربيه، حيث كانا أصدقاء مقربين - ظهرت هذه الروابط بشكل خاص في التمثال الرخامي الذي نحته كلسينيه عام 1847، امرأة لدغها ثعبان ولوحة الباشانت لكوربيه.